# Loxocemus bicolor
La serpiente chatilla (Loxocemus bicolor) es la única especie de la familia Loxocemidae, es mediana, con cabeza cónica no distinta del cuello; cuerpo cilíndrico bastante grueso, un poco aplastado dorsoventralmente en la región posterior; cola corta y cónica. Los ojos son pequeños; las escamas son anchas y lisas todas parecidas, con excepción de una hilera ventral ligeramente agrandada. Tienen vestigios de cintura pélvica y una estructura en forma de garra como en los bóidos. Son excavadoras. Habitan en los bosques secos y savanas desde el nivel del mar hasta los 600 m desde Nayarit hasta Costa Rica y de Guatemala a Honduras. Tiene una hilera de escamas ventrales más angosta que la del grupo de culebras.

## Sistemática
Esta familia solo posee una especie clasificada que es Loxocemus bicolor y ninguna subespecie. Mide 77 cm a 1 m de longitud, de cola corta, forma del cuerpo robusta y escamas lisas; cabeza claramente triangular, con escamas agrandadas y la punta del hocico aguda con la escama rostral agrandada y doblada hacia el dorso. Su coloración en el dorso es pardo violeta, con manchas color blanco amarillento en la región lateroventral. Las escamas labiales e inferiores de color blanco amarillento.

### Distribución, hábitat y hábitos
Tiene una amplia distribución en los lugares húmedos de las costas del Pacífico desde el sur de México hasta Centroamérica, habitando en la selva baja o mediana caducifolia y matorrales espinosos; es de hábitos nocturnos, terrestres y crepusculares hallándose al atardecer asoleándose en lugares abiertos en sustratos que retienen el calor por más tiempo de lo normal como rocas, troncos secos y pavimento de las carreteras. Se alimentan de pequeños mamíferos y lagartijas aunque también de huevos de iguana. Se reproducen de forma ovípara.